# جنرال الکتریک ال‌ام۱۵۰۰
جنرال الکتریک ال‌ام۱۵۰۰ (به انگلیسی: General Electric LM1500) یک توربین گازی دریایی و صنعتی ساخت شرکت جی‌ئی اوییشن در کشور ایالات متحده آمریکا است.